# Bransles
Bransles (prononcé en français : [bʁɑ̃l] ) est une commune française située dans le département de Seine-et-Marne en région Île-de-France.

## Géographie

### Localisation
La commune est située à environ 21,1 kilomètres au sud  de Nemours.

### Communes limitrophes
|                   | Chaintreaux                    | Égreville          |
| Dordives (Loiret) | Bransles                       | Chevannes (Loiret) |
|                   | Ferrières-en-Gâtinais (Loiret) |                    |

### Géologie et relief
La commune est classée en zone de sismicité 1, correspondant à une sismicité très faible. L'altitude varie de 77 mètres à 120 mètres pour le point le plus haut , le centre du bourg se situant à environ 110 mètres d'altitude (mairie).

### Hydrographie

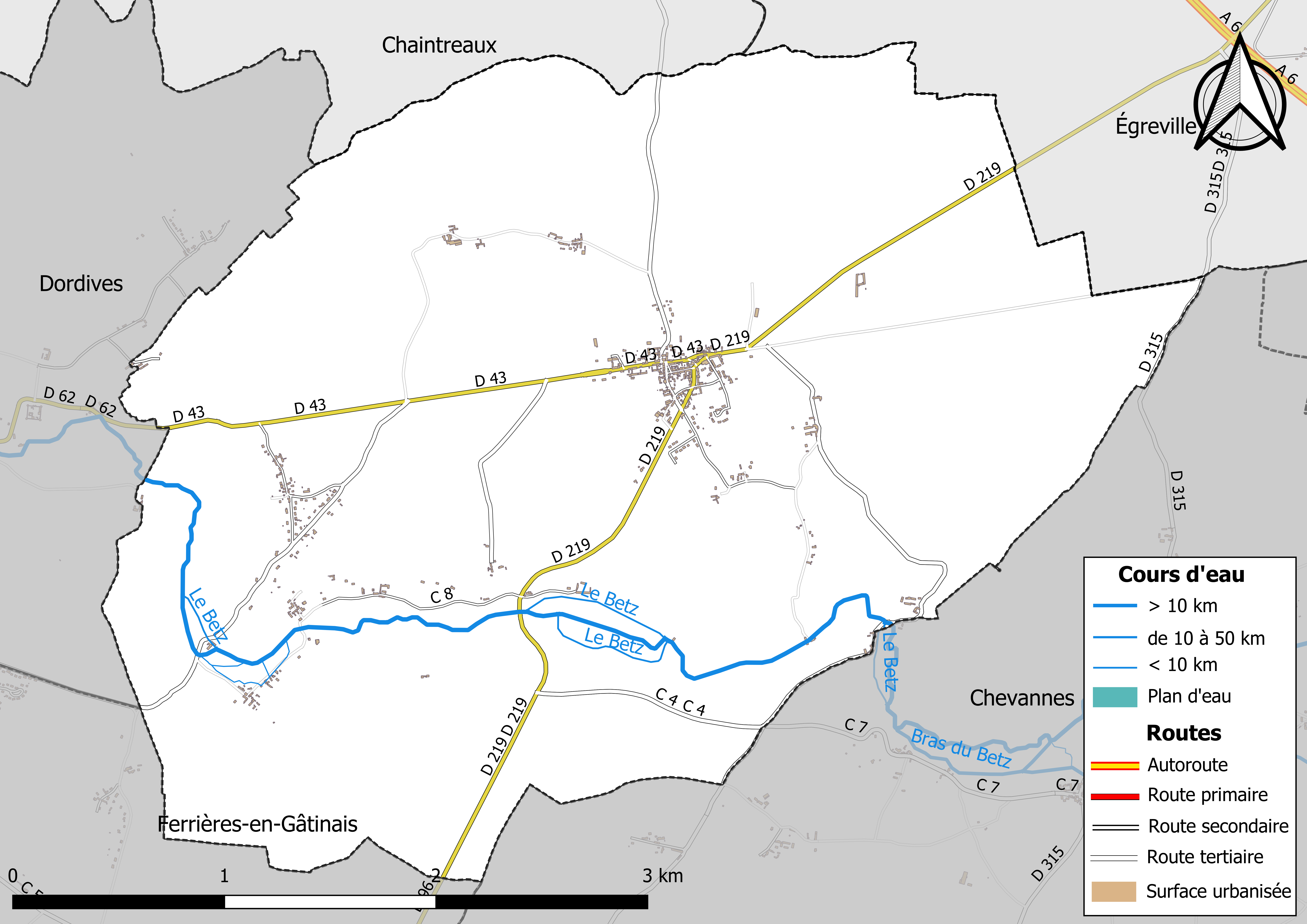
Carte des réseaux hydrographique et routier de Bransles.

Le réseau hydrographique de la commune se compose de huit cours d'eau référencés :
- la rivière le Betz, longue de 34,41 km[3], ainsi que :
  - un bras[4] de 0,09 km[5] ;
  - un bras[4] de 0,24 km[6] ;
  - un bras de 0,31 km[7] ;
  - un bras de 0,44 km[8] ;
  - un bras[4] de 0,55 km[9] ;
  - un bras de 0,70 km[10] ;
  - un bras de 0,73 km[11].

La longueur totale des cours d'eau sur la commune est de 7,72 km.

### Climat
Pour des articles plus généraux, voir Climat de l'Île-de-France et Climat de Seine-et-Marne.
En 2010, le climat de la commune est de type climat océanique dégradé des plaines du Centre et du Nord, selon une étude du CNRS s'appuyant sur une série de données couvrant la période 1971-2000. En 2020, Météo-France publie une typologie des climats de la France métropolitaine dans laquelle la commune est exposée à un climat océanique altéré et est dans la région climatique Nord-est du bassin Parisien, caractérisée par un ensoleillement médiocre, une pluviométrie moyenne régulièrement répartie au cours de l’année et un hiver froid (3 °C).
Pour la période 1971-2000, la température annuelle moyenne est de 10,9 °C, avec une amplitude thermique annuelle de 15,8 °C. Le cumul annuel moyen de précipitations est de 728 mm, avec 11,2 jours de précipitations en janvier et 7,6 jours en juillet. Pour la période 1991-2020, la température moyenne annuelle observée sur la station météorologique la plus proche, située sur la commune de Nemours à 16 km à vol d'oiseau, est de 12,0 °C et le cumul annuel moyen de précipitations est de 690,3 mm,. Pour l'avenir, les paramètres climatiques de la commune estimés pour 2050 selon différents scénarios d'émission de gaz à effet de serre sont consultables sur un site dédié publié par Météo-France en novembre 2022.

### Milieux naturels et biodiversité

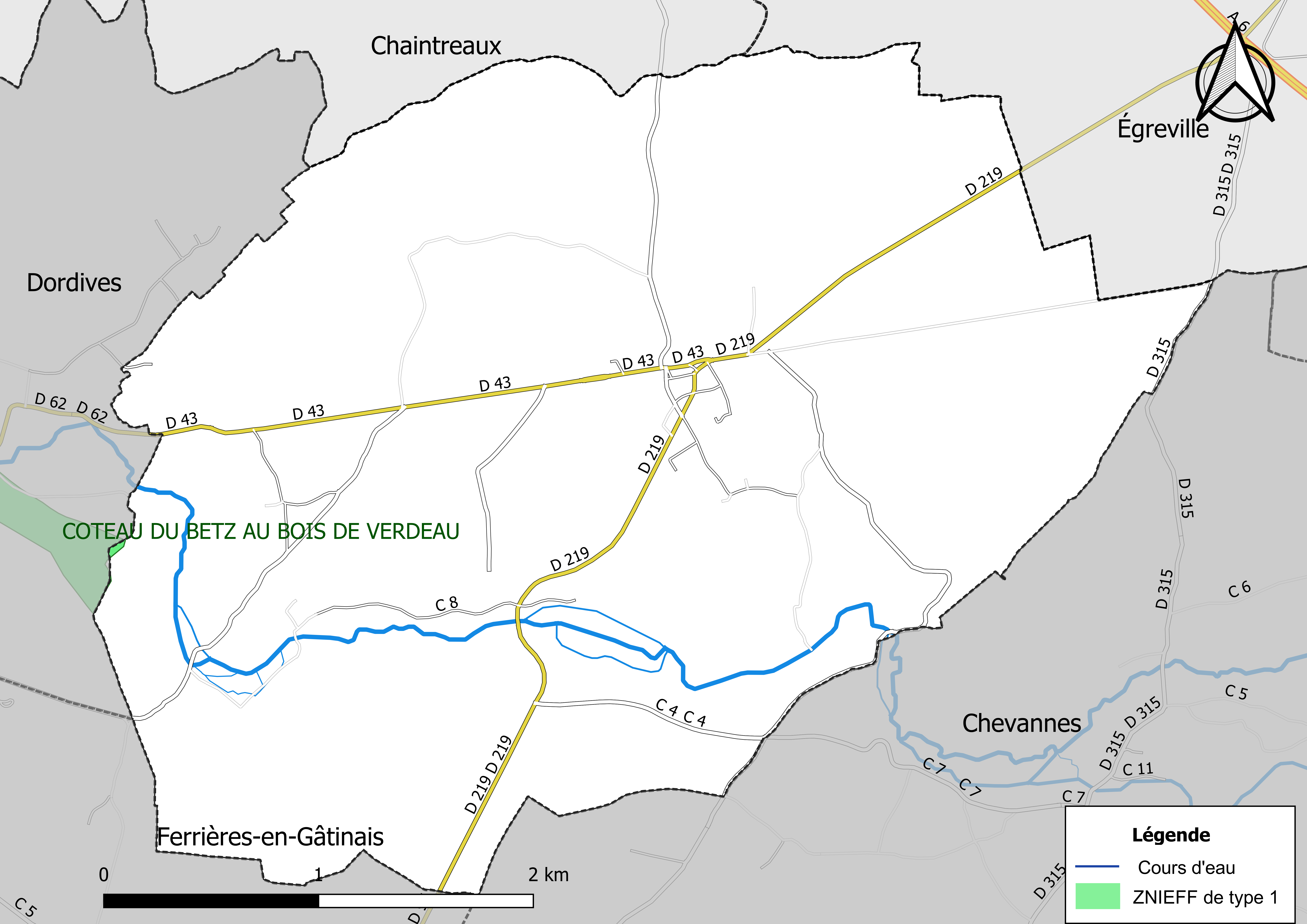
Carte des ZNIEFF de type 1 localisées sur la commune.

L’inventaire des zones naturelles d'intérêt écologique, faunistique et floristique (ZNIEFF) a pour objectif de réaliser une couverture des zones les plus intéressantes sur le plan écologique, essentiellement dans la perspective d’améliorer la connaissance du patrimoine naturel national et de fournir aux différents décideurs un outil d’aide à la prise en compte de l’environnement dans l’aménagement du territoire.
Le territoire communal de Bransles comprend une ZNIEFF de type 1,, 
le « Coteau du Betz au bois de Verdeau » (18,23 ha), couvrant 2 communes dont 1 dans le Loiret et 1 en Seine-et-Marne.

## Urbanisme

### Typologie
Au 1er janvier 2024, Bransles est catégorisée commune rurale à habitat dispersé, selon la nouvelle grille communale de densité à sept niveaux définie par l'Insee en 2022.
Elle est située hors unité urbaine. Par ailleurs la commune fait partie de l'aire d'attraction de Paris, dont elle est une commune de la couronne,. Cette aire regroupe 1 929 communes,.

### Lieux-dits et écarts
La commune compte 101 lieux-dits administratifs répertoriés consultables ici dont Pintois, Pont levé, Brandard, Rochemort, la chèvre, la Vallée du charme, Moulin de Madame, les Grandes Bordes, les Petites Bordes, Mignonville, la Brosse, Barbigny.

### Occupation des sols
L'occupation des sols de la commune, telle qu'elle ressort de la base de données européenne d’occupation biophysique des sols Corine Land Cover (CLC), est marquée par l'importance des territoires agricoles (79,5 % en 2018), une proportion sensiblement équivalente à celle de 1990 (79,4 %). La répartition détaillée en 2018 est la suivante : 
terres arables (67,2% ), forêts (18,7% ), zones agricoles hétérogènes (12,3% ), zones urbanisées (1,9 %).
Parallèlement, L'Institut Paris Région, agence d'urbanisme de la région Île-de-France, a mis en place un inventaire numérique de l'occupation du sol de l'Île-de-France, dénommé le MOS (Mode d'occupation du sol), actualisé régulièrement depuis sa première édition en 1982. Réalisé à partir de photos aériennes, le Mos distingue les espaces naturels, agricoles et forestiers mais aussi les espaces urbains (habitat, infrastructures, équipements, activités économiques, etc.) selon une classification pouvant aller jusqu'à 81 postes, différente de celle de Corine Land Cover,,. L'Institut met également à disposition des outils permettant de visualiser par photo aérienne l'évolution de l'occupation des sols de la commune entre 1949 et 2018.

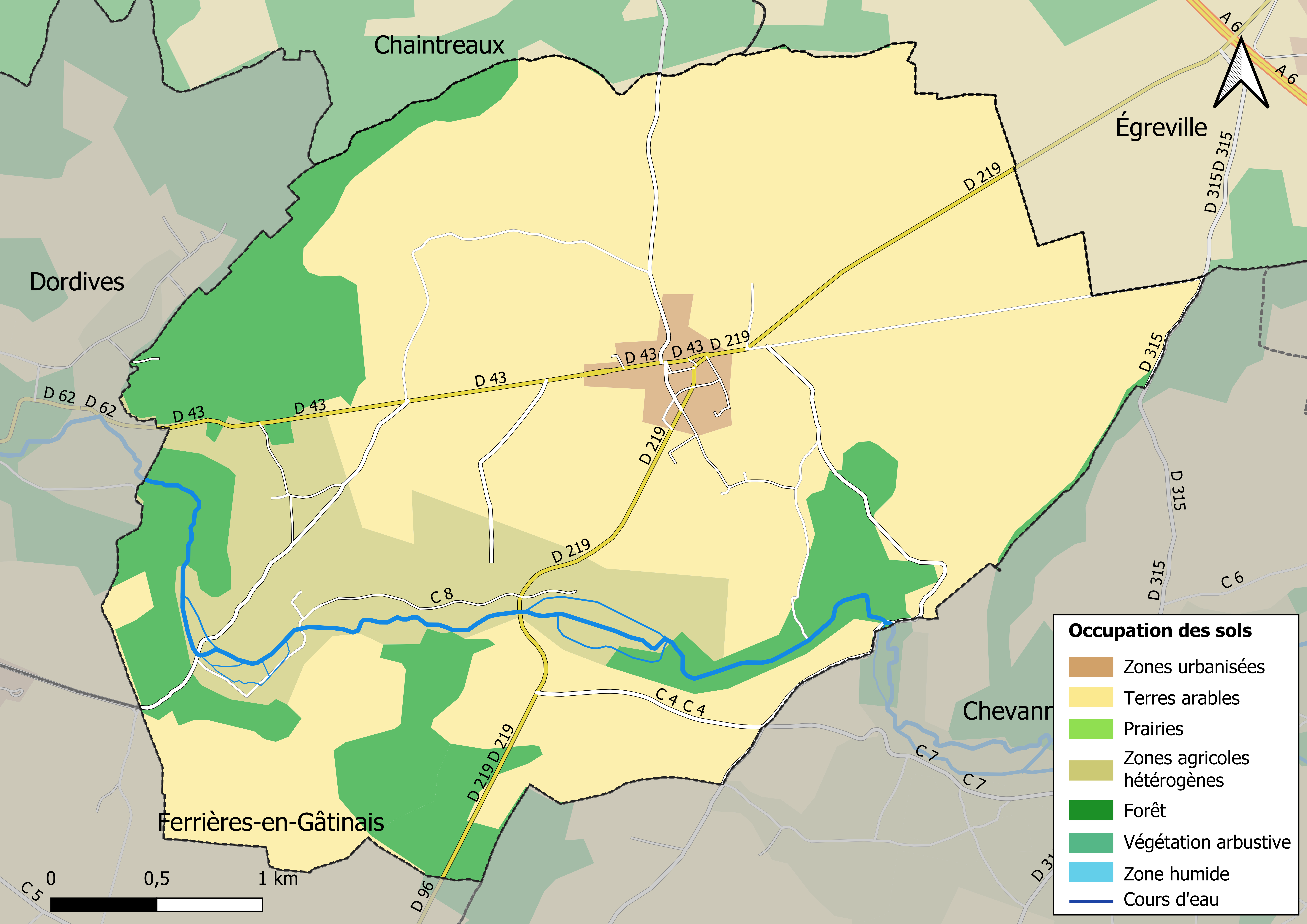
Carte des infrastructures et de l'occupation des sols en 2018 (CLC) de la commune.
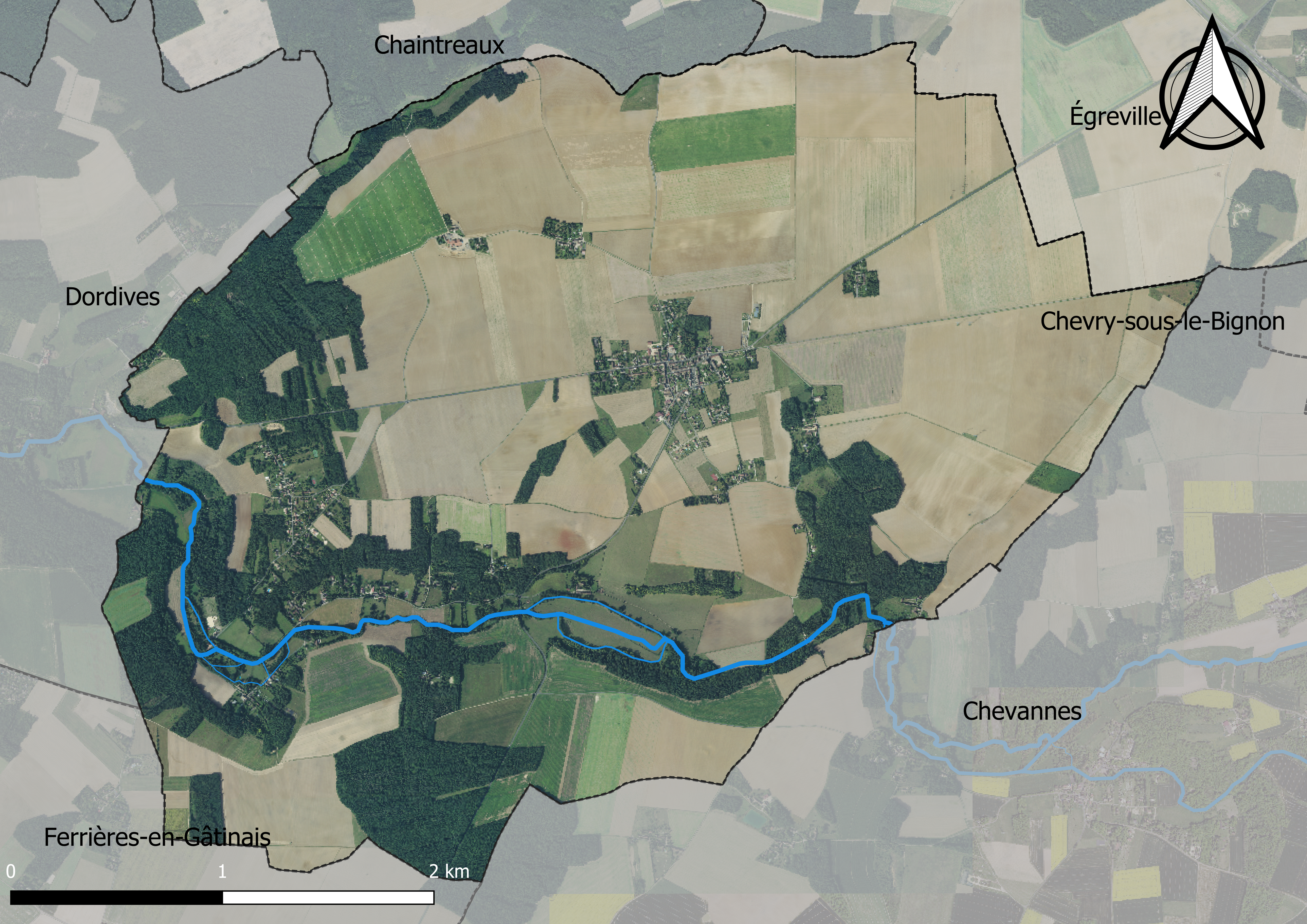
Carte orhophotogrammétrique de la commune.

### Planification
La loi SRU du 13 décembre 2000 a incité les communes à se regrouper au sein d’un établissement public, pour déterminer les partis d’aménagement de l’espace au sein d’un SCoT, un document d’orientation stratégique des politiques publiques à une grande échelle et à un horizon de 20 ans et s'imposant aux documents d'urbanisme locaux, les PLU (Plan local d'urbanisme). La commune est dans le territoire du SCOT Nemours Gâtinais, approuvé le 5 juin 2015 et porté par le syndicat mixte d’études et de programmation (SMEP) Nemours-Gâtinais.
La commune disposait en 2019 d'un plan local d'urbanisme approuvé. Le zonage réglementaire et le règlement associé peuvent être consultés sur le géoportail de l'urbanisme.

### Logement
En 2016, le nombre total de logements dans la commune était de 297 dont 95,6 % de maisons et 3,7 % d'appartements.
Parmi ces logements, 72,1 % étaient des résidences principales, 10,9 % des résidences secondaires et 17 % des logements vacants.
La part des ménages fiscaux propriétaires de leur résidence principale s'élevait à 82,5 % contre 17 % de locataires et 0,5 % logés gratuitement.

### Voies de communication et transports
La commune est desservie par les lignes du réseau de bus Vallée du Loing - Nemours : 
- No 10 (Bransles – Saint-Pierre-les-Nemours) ;
- No 11D (Bransles – Souppes-sur-Loing).

## Toponymie
Le nom de la localité est mentionné sous les formes Branla vers 1110 et 1211 ; Branlia en 1143 ; G. de Branlis en 1185 ; Branlae en 1189 ; Branlia en 1212 ; Branslie vers 1350 ; Bransles en 1720.

## Histoire

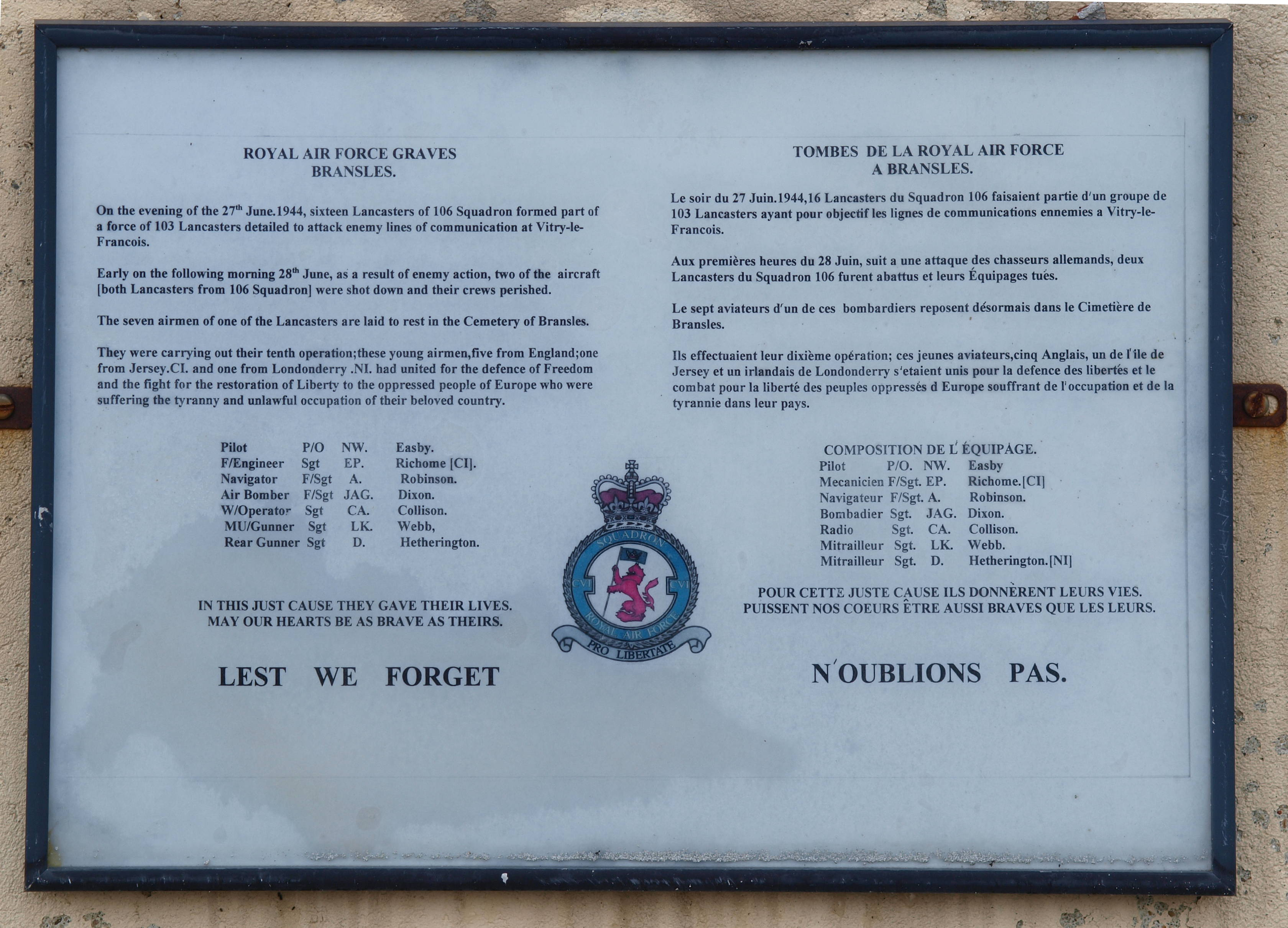
Affiche des sépultures militaires des aviateurs tombés en 1944.

Ce village fut jadis une petite ville environnée de murailles et de fossés, à laquelle les rois de France donnèrent plusieurs privilèges, entre autres le droit d'avoir deux foires tous les ans, le 1er septembre et le 3 mai. Ces foires se tenaient chacune pendant deux jours. On vendait surtout une grande quantité de bestiaux. La ville ruinée vers la fin du XIIIe siècle dans les guerres avec les Anglais. L'on trouvait encore, au début du XIXe siècle, dans les champs environnants des ossements humains, des fers de chevaux et des débris d'armures qui annoncent l'importance des affaires qui eurent lieu sous la place.
Au commencement du XVIe siècle la seigneurie de Bransles appartenait à Aimond d'Égreville, dernier du nom. En 1555, Anne de Pisseleu, duchesse d'Étampes comparut à la rédaction de la coutume de Sens pour sa châtellenie de Bransles.
L'église paroissiale eut primitivement pour patron saint Méen. Reconstruite à l'époque de la renaissance, elle fut dédiée à saint Louis. Un prieuré de bénédictins, sous l'invocation de saint Loup, était annexé à cette paroisse. Une charte d'Henri, archevêque de Sens, de l'an 1123 donna l'église et le prieuré à l'abbaye de Saint-Pierre de Ferrières, en ordonnant que les dîmes et les oblats fussent partagés entre cette abbaye, les religieuses de Sainte-Rose et le curé du lieu.
Le matin du 28 juin 1944, de retour d'une mission de destruction de moyens de communication, composée de 103 bombardiers, un avion Lancaster du Squadron 106 de la Royal Air Force fut abattu sur le territoire de Bransles. Les sept aviateurs gisent dans le cimetière.

## Politique et administration
| Période                                  | Période      | Identité          | Étiquette | Qualité                                       |
| ---------------------------------------- | ------------ | ----------------- | --------- | --------------------------------------------- |
| Les données manquantes sont à compléter. |              |                   |           |                                               |
| avant 1981                               | ?            | Gilbert Verrin    |           |                                               |
| 2 avril 1999                             |              | Maryse Marlin     | SE        | Enseignante                                   |
| 18 mai 2020                              | 30 mars 2023 | Laurent Castellan | DLF       | Ingénieur Démissionnaire                      |
| 2 juin 2023                              | En cours     | Florent Négrier   | SE        | 1er adjoint au maire de Branles (2020 → 2023) |

## Équipements et services

### Eau et assainissement
L’organisation de la distribution de l’eau potable, de la collecte et du traitement des eaux usées et pluviales relève des communes. La loi NOTRe de 2015 a accru le rôle des EPCI à fiscalité propre en leur transférant cette compétence. Ce transfert devait en principe être effectif au 1er janvier 2020, mais la loi Ferrand-Fesneau du 3 août 2018 a introduit la possibilité d’un report de ce transfert au 1er janvier 2026,.

#### Assainissement des eaux usées
En 2020, la commune de Bransles ne dispose pas d'assainissement collectif,.
L’assainissement non collectif (ANC) désigne les installations individuelles de traitement des eaux domestiques qui ne sont pas desservies par un réseau public de collecte des eaux usées et qui doivent en conséquence traiter elles-mêmes leurs eaux usées avant de les rejeter dans le milieu naturel. Le SIVOM du plateau du Sud Bocage (PSB) assure pour le compte de la commune le service public d'assainissement non collectif (SPANC), qui a pour mission de vérifier la bonne exécution des travaux de réalisation et de réhabilitation, ainsi que le bon fonctionnement et l’entretien des installations. Cette prestation est déléguée à la SAUR, dont le contrat arrive à échéance le 31 décembre 2021,.

#### Eau potable
En 2020, l'alimentation en eau potable est assurée par le SIVOM du plateau du Sud Bocage (PSB) qui en a délégué la gestion à la SAUR, dont le contrat expire le 31 décembre 2029,,.

## Population et société

### Démographie
Les habitants sont appelés les Bransledais.
L'évolution du nombre d'habitants est connue à travers les recensements de la population effectués dans la commune depuis 1793. Pour les communes de moins de 10 000 habitants, une enquête de recensement portant sur toute la population est réalisée tous les cinq ans, les populations de référence des années intermédiaires étant quant à elles estimées par interpolation ou extrapolation. Pour la commune, le premier recensement exhaustif entrant dans le cadre du nouveau dispositif a été réalisé en 2005.

En 2022, la commune comptait 529 habitants, en évolution de −6,04 % par rapport à 2016 (Seine-et-Marne : +3,92 %, France hors Mayotte : +2,11 %).
| 1793 | 1800 | 1806 | 1821 | 1831 | 1836 | 1841 | 1846 | 1851 |
| ---- | ---- | ---- | ---- | ---- | ---- | ---- | ---- | ---- |
| 425  | 412  | 401  | 363  | 568  | 574  | 551  | 629  | 673  |

| 1856 | 1861 | 1866 | 1872 | 1876 | 1881 | 1886 | 1891 | 1896 |
| ---- | ---- | ---- | ---- | ---- | ---- | ---- | ---- | ---- |
| 685  | 695  | 724  | 711  | 714  | 696  | 679  | 651  | 621  |

| 1901 | 1906 | 1911 | 1921 | 1926 | 1931 | 1936 | 1946 | 1954 |
| ---- | ---- | ---- | ---- | ---- | ---- | ---- | ---- | ---- |
| 546  | 505  | 511  | 436  | 446  | 439  | 425  | 421  | 406  |

| 1962 | 1968 | 1975 | 1982 | 1990 | 1999 | 2005 | 2006 | 2010 |
| ---- | ---- | ---- | ---- | ---- | ---- | ---- | ---- | ---- |
| 381  | 372  | 303  | 313  | 433  | 463  | 518  | 520  | 505  |

| 2015 | 2020 | 2022 | - | - | - | - | - | - |
| ---- | ---- | ---- | - | - | - | - | - | - |
| 553  | 528  | 529  | - | - | - | - | - | - |

### Enseignement
Bransles dispose d’une école élémentaire “Gilbert Verrin”, située 8 rue du Gué.
Cet établissement public, inscrit sous le code UAI (Unité administrative immatriculée ) : 0 772 129 W, comprend 59 élèves  (chiffre du Ministère de l'Éducation nationale). Il ne dispose pas d’un restaurant scolaire.
La commune dépend de l'Académie de Créteil ; pour le calendrier des vacances scolaires, Bransles est en zone C.

## Économie

### Revenus de la population et fiscalité
En 2017, le nombre de ménages fiscaux de la commune était de 229, représentant 583 personnes et la  médiane du revenu disponible par unité de consommation  de 21 770 euros.

### Emploi
En 2017 , le nombre total d’emplois dans la zone était de 71, occupant 222 actifs  résidants.
Le taux d'activité de la population (actifs ayant un emploi) âgée de 15 à 64 ans s'élevait à  63,3 % contre un taux de chômage de 9,4 %.
Les 27,3 % d’inactifs se répartissent de la façon suivante : 11,1 % d’étudiants et stagiaires non rémunérés, 8,4 % de retraités ou préretraités et 7,7 % pour les autres inactifs.

### Entreprises et commerces
En 2015, le nombre d'établissements actifs était de 50 dont 6 dans l'agriculture-sylviculture-pêche, 1 dans l’industrie, 7 dans la construction, 32 dans le commerce-transports-services divers et 4  étaient relatifs au secteur administratif.
Ces établissements ont pourvu 20 postes salariés.

### Secteurs d'activité

#### Agriculture
Bransles est dans la petite région agricole dénommée la « Bocage gâtinais », à l'extrême sud du département. En 2010, l'orientation technico-économique de l'agriculture sur la commune est la culture de céréales et d'oléoprotéagineux (COP).
Si la productivité agricole de la Seine-et-Marne se situe dans le peloton de tête des départements français, le département enregistre un double phénomène de disparition des terres cultivables (près de 2 000 ha par an dans les années 1980, moins dans les années 2000) et de réduction d'environ 30 % du nombre d'agriculteurs dans les années 2010. Cette tendance se retrouve au niveau de la commune où le nombre d’exploitations est passé de 14 en 1988 à 3 en 2010. Parallèlement, la taille de ces exploitations augmente, passant de 72 ha en 1988 à 79 ha en 2010.
Le tableau ci-dessous présente les principales caractéristiques des exploitations agricoles de Bransles, observées sur une période de 22 ans : 
|                                      | 1988  | 2000 | 2010 |
| ------------------------------------ | ----- | ---- | ---- |
| Dimension économique,                |       |      |      |
| Nombre d’exploitations (u)           | 14    | 7    | 3    |
| Travail (UTA)                        | 25    | 10   | 3    |
| Surface agricole utilisée (ha)       | 1 007 | 703  | 237  |
| Cultures                             |       |      |      |
| Terres labourables (ha)              | 974   | 701  | s    |
| Céréales (ha)                        | 688   | 459  | s    |
| dont blé tendre (ha)                 | 472   | 331  | s    |
| dont maïs-grain et maïs-semence (ha) | 95    | 30   |      |
| Tournesol (ha)                       | 88    | s    |      |
| Colza et navette (ha)                | 107   | 108  | s    |
| Élevage                              |       |      |      |
| Cheptel (UGBTA)                      | 240   | 16   | 0    |

## Culture locale et patrimoine

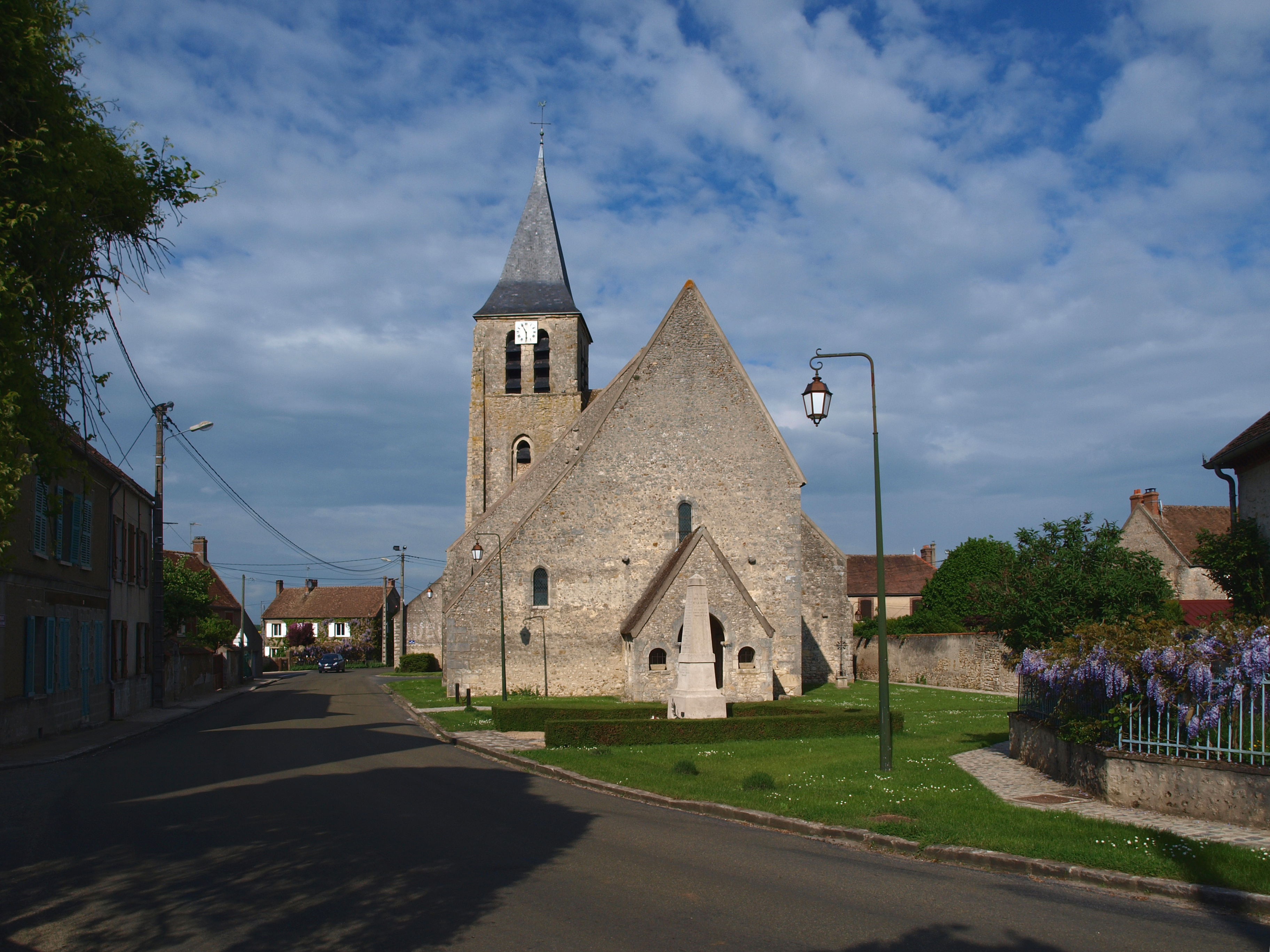
L'église Saint-Loup.

### Lieux et monuments
L'église Saint-Loup (dédiée à l'évêque de Sens) est une église datée du XIIe siècle ; elle a été remaniée au XVe siècle.
L'église actuelle fut construite au XVIe siècle sur l'emplacement d'une église plus ancienne (48° 09′ 09″ N, 2° 50′ 07″ E). En juin 1940 des bombardements l'endommagèrent sérieusement. Les vitraux et une partie du mobilier furent détruits. Elle est inscrite à l'Inventaire supplémentaire des monuments historiques en date du 26 mars 1926. Elle possède une nef principale, flanquée au nord d'un bas-côté sur toute sa longueur qui se termine par une chapelle dédiée à la Mère salvatrice tandis qu'au sud il n'est que partiel et contient une chapelle dédiée à saint Loup.

### Personnalités liées à la commune
- Marcel Reine, dont la famille est originaire de la commune.
- Anne de Pisseleu, favorite de François Ier, devient dame de Bransles en 1536 (sa famille garde le fief jusqu’à la Révolution)[60].
- Les Rousseau, fondeurs de cloches, s’y installent et se transmettent leur secret de fabrication jusqu’en 1759[60].
- ù Manus O’Rourke, prêtre irlandais en exil, écrit des poèmes sur Bransles entre 1722 et 1750[60].
- Samuel Dupont de Nemours rédige le cahier de doléances de Bransles en 1789, avant de s’exiler aux États-Unis[60].
- Sept aviateurs anglais ont été abattus au-dessus de la commune le 28 juin 1944 et y sont enterrés[60].
- Jean Norton Cru, combattant 1914-1918, enseignant, écrivain, historien, né en 1879 à Labatie-d'Andaure (Ardèche) est mort à Bransles en 1949.